# Université centrale du Venezuela
Pour les articles homonymes, voir Université centrale.
L'université centrale du Venezuela (en espagnol : Universidad Central de Venezuela) est la principale université publique du Venezuela, dont le siège est situé à Caracas, patrimoine de l'humanité déclaré par l'UNESCO, a été fondée en 1721, elle est la première université du pays.
Nombreux sont les présidents, les écrivains, les poètes, les artistes, les entrepreneurs, les scientifiques qui ont étudié à l'UCV, parmi d'autres personnages qui ont été et qui sont très importants pour le Venezuela et pour le monde.

## Anciens étudiants
- Francisco de Miranda (1750-1816), militaire
- Andrés Bello (1781-1865), poète et philologue
- Miguel Otero Silva (1908-1985), écrivain
- Ali Primera (1942-1985), chanteur
- Tomás Straka (n. 1972), historien
- Edmundo González Urrutia  (1949-), homme politique [1].

### Présidents du Venezuela
- Rómulo Betancourt
- Rómulo Gallegos
- Raúl Leoni
- Rafael Caldera
- Carlos Andrés Pérez
- Luis Herrera Campins
- Jaime Lusinchi

## Professeurs
- Nora Bustamante Luciani (1924-2012)
- Paul Dedecker (1921-2007)
- Gaston Diehl (1912-1999)
- Tobías Lasser (1911-2006)
- Humberto Fernández Morán (1924-1999)
- Arturo Uslar Pietri (1906-2001)